# موتینیتسه (ناحیه ستراکونیتسه)
موتینیتسه (به چکی: Mutěnice) یک منطقهٔ مسکونی در جمهوری چک است که در ناحیه ستراکونیتسه واقع شده‌است. موتینیتسه ۲٫۲۸ کیلومتر مربع مساحت و ۲۰۳ نفر جمعیت دارد و ۴۰۶ متر بالاتر از سطح دریا واقع شده‌است.